# Liu Jin
Liu Jin (刘瑾, 1451-1510), était un eunuque chinois célèbre pendant la dynastie Ming sous le règne de l'empereur Ming Zhengde. Il était le chef des huit tigres (Ba Hu), un puissant groupe d'eunuques qui contrôlait la cour impériale. Il a servi le prince Zhu Houzhao quand il était jeune.

## Complot
Pendant le règne de l'empereur Zhengde, Liu Jin avait un statut inférieur à celui de l'empereur. Il était appelé « l’homme de 9 000 ans », un titre d’honneur qui était inférieur à celui de l’empereur Zhengde, « l’Homme de 10 000 ans ». Voyant le désintérêt du jeune empereur pour les affaires d'état, il réussit à s'emparer du pouvoir gouvernemental qui lui a permis d'appliquer des lois administratives dominés dans la cour impériale et fut commandés par ses agents, Dongchang, Xichang, et Neixingchang qui tuent des dissidents,.
Il a fait quelques réformes comme encourager les veuves de se remarier, un mouvement qui allait à l'encontre au néo-confucianisme, qui était importante au cours de la dynastie Ming à l'époque. Pour se débarrasser de ceux qui ne partageaient pas son opinion, il les condamnait ou les tuait ainsi il arriva à modifier des lois. Il fonda l’organisme Neixing. Ces trois organismes, qui furent placés au-dessus des organismes gouvernementaux et des lois, pouvaient condamner quiconque à leur gré. 
Durant cette période, beaucoup d'innocents furent tués. Le peuple et les fonctionnaires le haïssait, suffisamment pour le dénoncer auprès de l'empereur. 
Au début, l'empereur Zhengde ne croyait pas à ce rapport mais a finalement pris au sérieux pour envisager l'expulsion de Liu pour le comté de Fengyang (凤阳县/凤阳县) dans la province d'Anhui. La découverte de nombreuses armes dans les maisons de Liu Jin et notamment l'enrichissement de sa corruption scellera son destin.

## Mort
L'empereur ordonna l'exécution de Liu Jin par la « mort aux mille coupures » (凌迟, lingchi), une forme de dépeçage. La torture devait s'étaler sur une période de trois jours et son corps incisé 3 357 fois[pas clair]. Selon des témoins, des spectateurs ont acheté un morceau de sa chair pour une qian, la plus petite monnaie disponible à l'époque. Liu Jin est mort le deuxième jour[Quand ?] de sa sanction après trois à quatre cents coupures.